# Àcid heleninòlic
L'àcid heleninòlic, i de nom sistemàtic àcid (E)-9-hidroxioctadec-10-en-12-inoic, és un àcid carboxílic de cadena lineal amb devuit àtoms de carboni que conté un enllaç doble entre els carbonis 10-11, un enllaç triple enllaç entre els carbonis 12-13, i un grup hidroxil al carboni 9, la qual fórmula molecular és {\displaystyle {\ce {C18H30O3}}}. En bioquímica és considerat un àcid gras rar.

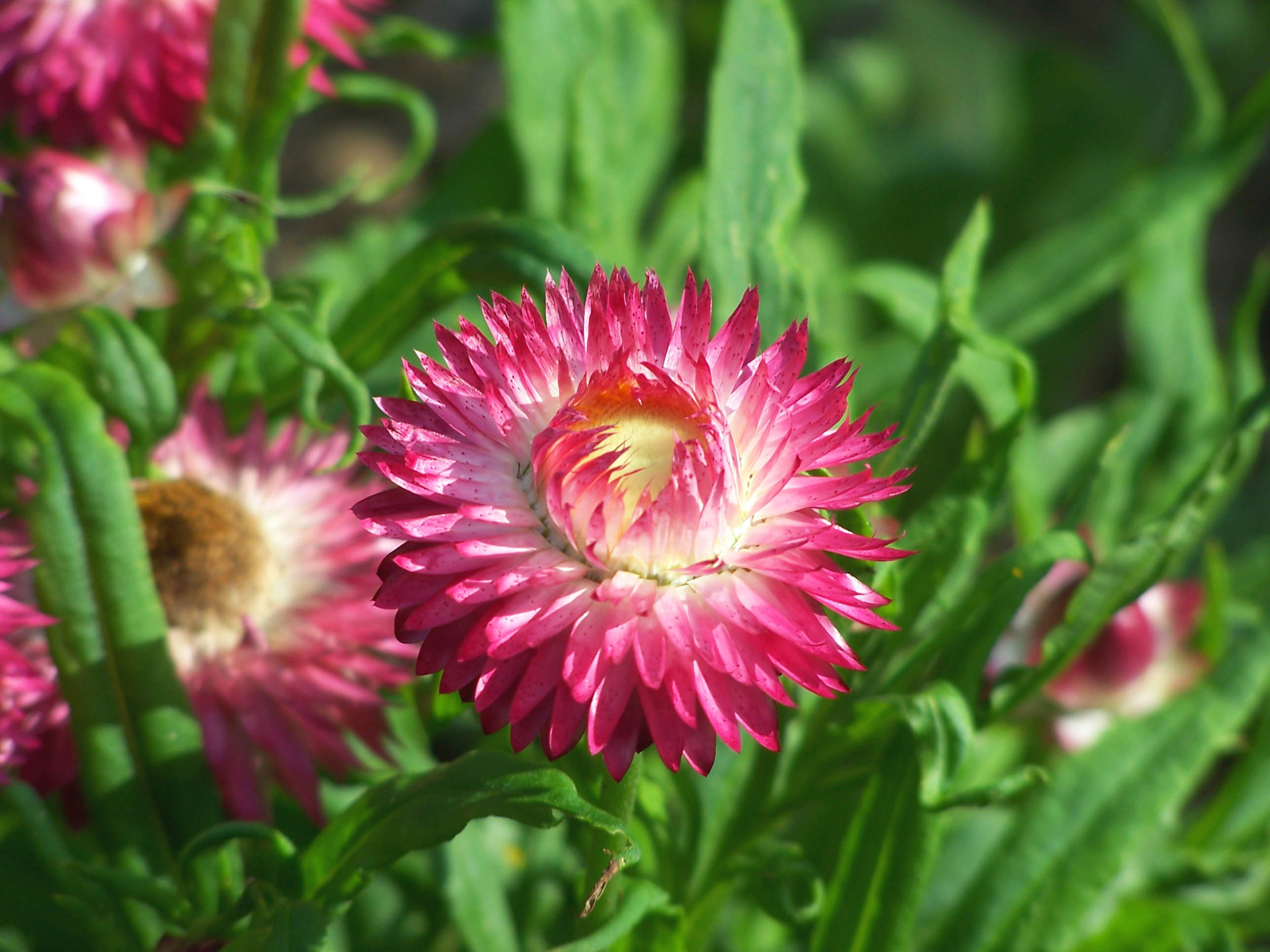
Flor de la sempreviva Helichrysum bracteatum

Fou aïllat per primer cop de l'oli de les llavors de la sempreviva, Helichrysum bracteatum o Xerochrysum bracteatum, de la família de les asteràcies, per R.G. Powell i col. el 1965. La proporció en què es troba en aquest oli és del 4,4-7,2 %. El nom comú s'ha format afegint: hel pel gènere Helichrysum, en pel doble enllaç, in pel triple enllaç, ol pel grup hidroxil i ic pel grup àcid carboxílic.